# 키네마 준보
《키네마 준보》(일본어: キネマ旬報 기네마 준포[*])는 일본의 대표적인 영화 잡지이다. 줄여서 키네준(キネ旬)이라고도 불린다.
1919년 7월 창간되었으며, 제2차 세계 대전 중에는 출반 통제 정책으로 잠시 휴간하기도 했다. 현재 일본에서 간행되는 영화 잡지 중 가장 오랜 역사를 가지고 있으며 최고의 권위를 인정받고 있다. 1924년부터는 키네마 준보 동호인들에 의해 베스트 영화 10을 선출하고 있으며, 1955년부터는 일본 내외의 장편, 단편 영화의 베스트뿐 아니라 개인에게 상을 수여하기 시작했다. 지금은 각 부문별로 수상작을 선정, 키네마 준보상을 시상하고 있다. 2001년, 키네마 준보를 간행하는 키네마 준보사가 가도카와에 인수됐다.

## 키네마 준보 베스트 10
키네마 준보 베스트 10은 1924년에 일본 외 영화를 대상으로 〈예술적으로 가장 뛰어난 영화〉와 〈오락적으로 가장 뛰어난 영화〉 두 부문을 편집자 및 동호인들의 투표로 선출한 것이 시초로, 1926년부터는 일본 영화의 수준이 높아졌다는 이유로 일본 영화도 대상에 포함됐다.
이후, 영화를 즐겨보며 중립적이고 공정한 평가가 가능한 위원들이 매년 〈일본 영화 베스트 10〉과 〈일본 외 영화 베스트 10〉을 발표하고 있다. 여기서 1위에 뽑힌 작품은 〈베스트 1〉이라고도 불린다. 1972년부터 〈독자가 뽑은 베스트 10〉을 시작으로, 〈영화평론가가 뽑은 신뢰가는 영화〉와 〈대중들이 폭넓게 좋아하는 영화〉 등 여러 부문이 신설됐다. 일본 영화 거품이라 불리는 2000년대 후반, 일본 영화계를 마케팅을 중시한 작품들이 영화상을 석권하는 가운데, 여전히 작품을 우선시하는 자세를 유지하고 있다.